# Alfa Romeo Tonale
L'Alfa Romeo Tonale è un'autovettura prodotta dalla casa automobilistica italiana Alfa Romeo dal 2022.
La vettura è venduta sul mercato nordamericano insieme alla Dodge Hornet a seguito del rebadging operato all'interno di Stellantis.

## Contesto
Anticipata dall'omonima concept car presentata nel marzo 2019 al salone dell'automobile di Ginevra, anche la Tonale, come la Stelvio, prende il nome da un valico alpino italiano.
Lo sviluppo della vettura di serie, durato tre anni sotto il codice di progetto 965, ha subìto svariati e numerosi rinvii, dovuti dapprima a ritardi e posticipazioni durante le fasi progettuali, poi alla pandemia di COVID-19 e in seguito alla crisi dei microchip, che ne hanno più volte fatto slittare il debutto. La presentazione ufficiale della vettura, inizialmente fissata per il 2021, è stata in seguito rimandata agli inizi del 2022; la versione definitiva per la produzione in serie è stata presentata in un evento stampa trasmesso in streaming l'8 febbraio 2022.
È la prima Alfa Romeo stradale ad essere mossa da propulsori ibridi sia di tipo mild che plug-in nonché la prima ad essere disponibile solo con cambio automatico. Inoltre è il primo crossover SUV di medie dimensioni a motore trasversale e trazione anteriore della casa del Biscione. La Tonale porta al debutto su un'autovettura di serie la tecnologia non-fungible token (NFT): questa consente di collegare l'auto a un certificato digitale univoco NFT, che permette di avere un registro digitale secretato e non modificabile sul quale vengono riportate le tutte le principali informazioni e dati della vettura.

## Design
Il frontale riprende alcuni elementi dei modelli storici dell'Alfa Romeo: in particolare i gruppi ottici a LED, rimasti grossomodo inalterati rispetto alla Tonale Concept di tre anni prima, sono composti da 3 proiettori separati che richiamano nella forma quelli della SZ (1989), della concept 164 Proteo (1991) e della Brera (2005). Inoltre la Tonale è la prima vettura della casa italiana a montare fari, sviluppati da Marelli, con tecnologia a matrice di LED.
Gli interni si caratterizzano per l'assenza di strumenti analogici: al loro posto ci sono un cruscotto, caratterizzato da un disegno "a cannocchiale", con uno schermo digitale da 12,3" abbinato a un secondo display di tipo touch screen posto sulla sommità della plancia, da 10,25 pollici e derivato da quello della Fiat 500e, per comandare il sistema multimediale Android Automotive.

## Tecnica
Sul lato tecnico, la Tonale viene costruita nello stabilimento Alfa Romeo di Pomigliano d'Arco sul pianale modificato delle Jeep Renegade e Compass, da cui riprende alcuni elementi meccanici; tra di essi lo schema sospensivo a ruote indipendenti, che è del tipo MacPherson all'avantreno e MacPherson-Chapman al retrotreno. La Tonale si differenzia inoltre dalle Jeep per la diversa taratura dell'assetto tramite ammortizzatori a smorzamento variabile (in opzione anche quelli a controllo elettronico) e per modifiche allo sterzo onde renderlo più diretto, con un sistema di servoassistenza dotato di un motorino elettrico più potente con un rapporto di demoltiplicazione più basso (pari 13,6:1 rispetto ai 15,9:1 dei SUV statunitensi).
Diversa è anche la parte frenante, fornita da Continental e ripresa dalle più grandi Alfa Romeo Giulia e Stelvio, costituita dal cosiddetto sistema frenante integrato (Integrated Brake System), un dispositivo che incorpora il controllo di stabilità e il servofreno, migliorando la risposta del pedale e riducendo le vibrazioni tipiche dell'ABS; inoltre nelle versioni più potenti è disponibile un impianto ad hoc Brembo con pinze anteriori a quattro pistoncini.

## Motori e versioni

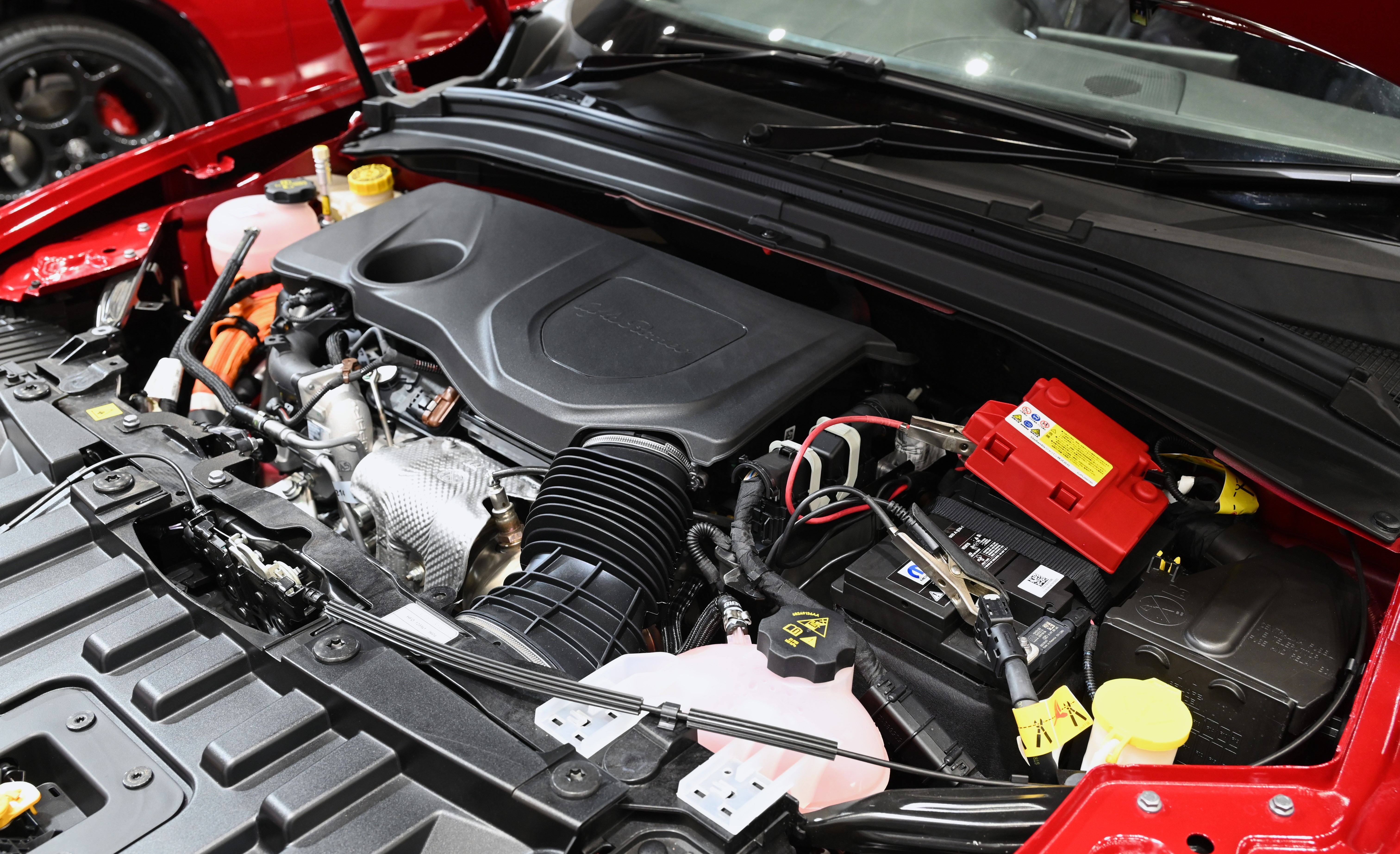
Motore della versione plug-in Q4

Le motorizzazioni sono tutte a quattro cilindri in linea con sovralimentazione mediante turbocompressore, disposte trasversalmente e tutte dotate di serie della trasmissione automatica. La vettura porta all'esordio il motore Hybrid VGT (Variable Geometry Turbo) da 1.5 litri benzina a ciclo Miller con turbo a geometria variabile da 160 CV e 240 N·m di coppia, con rapporto di compressione 12.5:1 e iniezione diretta del carburante a 350 bar, abbinato all'inedita trasmissione automatica a doppia frizione a sette marce sviluppata con Magna Steyr, oltreché a un'unità elettrica a 48V da 15 kW e 55 N·m integrata nel cambio e alimentata da una batteria agli ioni di litio da 0,75 kWh posizionata sotto il tunnel centrale; quest'ultima, non essendo collegata all'albero motore con una cinghia ma direttamente al cambio, è in grado di far procedere la vettura con il motore endotermico spento, ma solo in alcuni frangenti a basse velocità e in cui è richiesta poca potenza, come in partenza oppure durante le manovre. Lo stesso propulsore è disponibile anche in versione depotenziata con turbina a geometria fissa da 130 CV.
Sono inoltre disponibili anche una motorizzazione Diesel Multijet da 1.6 litri con 130 CV e 320 N·m di coppia, dotata di cambio a doppia frizione a sei marce, e un 2 litri GME a benzina da 260 CV, dedicato ai mercati nordamericano e mediorientale, abbinato a una trasmissione automatica a nove marce con convertitore di coppia e a un sistema di trazione integrale più classico, con albero di trasmissione che trasferisce la coppia all'asse posteriore tramite un differenziale.

### Q4 Veloce
Al top della gamma vi è la plug-in Hybrid Q4 che viene mossa da un sistema ibrido: a muovere le ruote anteriori c'è il turbo benzina 1.3 Multiair FireFly da 180 CV abbinato a un automatico a sei marce con convertitore di coppia, sviluppato con Aisin, mentre al retrotreno è presente un motore elettrico da 122 CV. Il sistema è dotato di una batteria da 15,5 kWh della CATL ed eroga una potenza combinata di 280 CV, che le permettono di accelerare da 0 a 100 km/h in 6,2 secondi. L'autonomia nella sola modalità elettrica è di circa 80 km nel ciclo cittadino e di 60 km nel ciclo combinato; la batteria agli ioni di litio si ricarica in circa due ore e mezza attraverso una presa quick charger da 7,4 kW.

## Riepilogo versioni
|               | 1.5 T4 FireFly                                  | 1.5 T4 FireFly                                   | 1.3 ibrida plug-in                                | 1.6 Multijet II                |
| ------------- | ----------------------------------------------- | ------------------------------------------------ | ------------------------------------------------- | ------------------------------ |
| Produzione    | dal 02/2022                                     | dal 02/2022                                      | dal 02/2022                                       | dal 02/2022                    |
| Alimentazione | benzina/elettrico                               | benzina/elettrico                                | benzina/elettrico                                 | gasolio                        |
| Cilindrata    | 1469 cm³                                        | 1469 cm³                                         | 1332 cm³                                          | 1598 cm³                       |
| Potenza       | 95 kW (130 CV) a 5500 giri/min + 15 kW (20 CV)* | 117 kW (160 CV) a 5750 giri/min + 15 kW (20 CV)* | 132 kW (180 CV) a 5750 giri/mim + 90 kW (122 CV)* | 95 kW (130 CV) a 3750 giri/min |
| Coppia        | 240 Nm a 1500 giri/min                          | 240 Nm a 1500-3000 giri/min + 55 Nm*             | 270 Nm a 1850 + 250 Nm*                           | 320 Nm a 1500 giri/min         |
| Trasmissione  | Doppia frizione a 7 rapporti DCT                | Doppia frizione a 7 rapporti DCT                 | Convertitore di coppia a 6 rapporti               | Doppia frizione a 6 rapporti   |
| Trazione      | anteriore                                       | anteriore                                        | integrale                                         | anteriore                      |

* Valori relativi al solo motore elettrico della versione ibrida

## La Tonale in dotazione alle forze dell'ordine

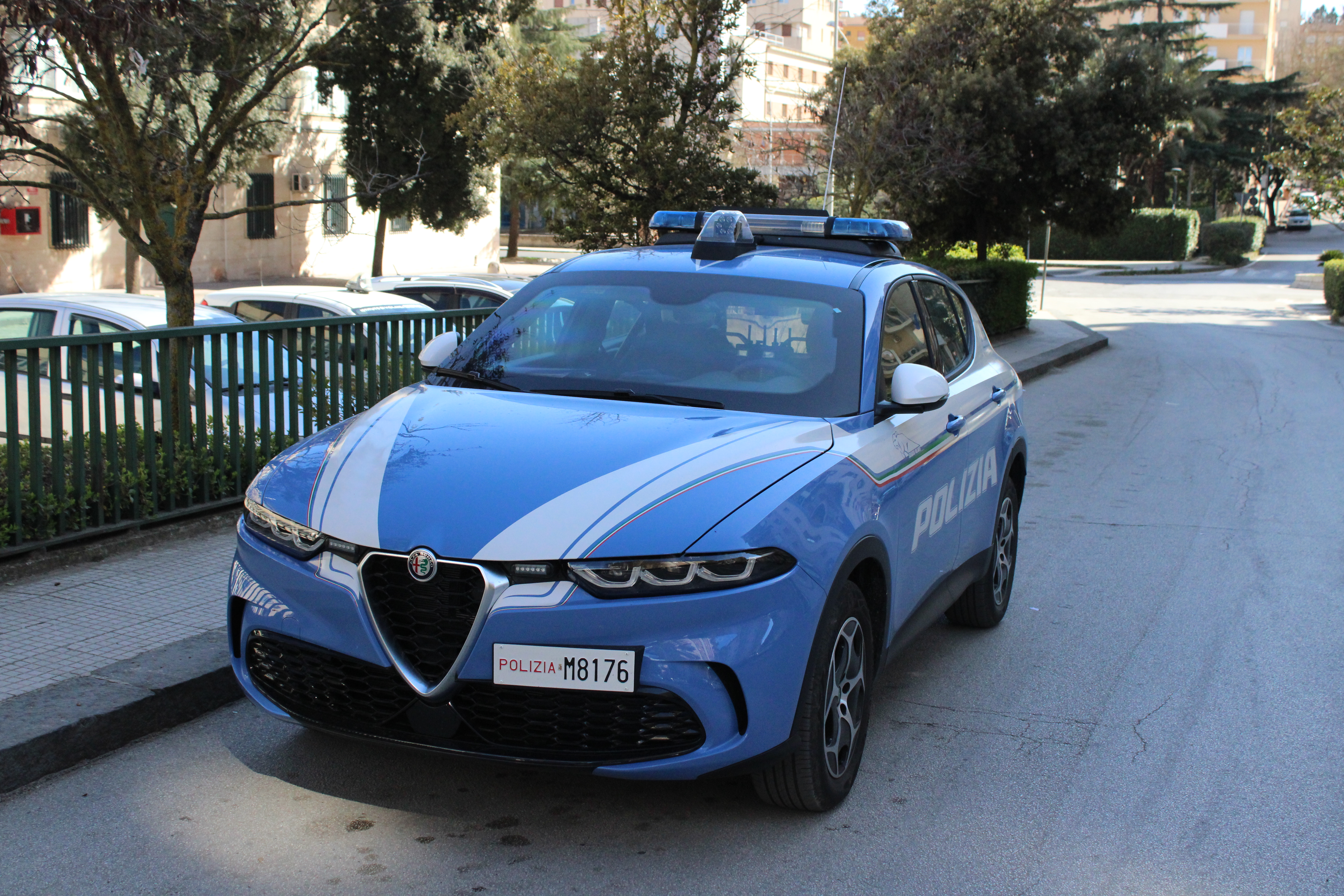
Alfa Romeo Tonale in dotazione alla questura di Caltanissetta

La Tonale – in particolare la motorizzazione 1.5 160 CV MHEV TCT7 – è utilizzata come auto di servizio dall'Arma dei Carabinieri, dalla Guardia di Finanza, dalla Polizia di Stato e da corpi di polizia locale.

## Riconoscimenti
- 2023 - Auto Europa[32]